# Maria Garland
Johanne Maria Nathalia Garland (* 16. Mai 1889 in Kopenhagen; † 26. Oktober 1967 in Flensburg) war eine dänische Schauspielerin.

## Leben und Wirken
Maria Garland wuchs als einzige Tochter von Søren Christian Garland (1863–1901) und dessen Frau Selma Svendsen (1863–1927) in Kopenhagen auf, wo sie zeitlebens wohnte.
Nach ihrem Schulabschluss absolvierte sie von 1907 bis 1912 ihre Schauspielausbildung an der Eleveskole des Königlichen Theaters Kopenhagen, wo sie am 3. Mai 1912 als Darstellerin auch ihr Bühnendebüt hatte. Danach war sie als Bühnendarstellerin bis 1915 am Odense Teater engagiert, danach bis 1935 am Folketeatret, dann bis 1944 am Aarhus Teater und von 1944 bis 1965 war sie dann am Königlichen Theater in Kopenhagen als festes Ensemblemitglied engagiert. Sie wirkte im Laufe ihrer Karriere in zahlreichen Theaterstücken, Ballett-Aufführungen, Opern, Musicals, Varieté-Shows, Operetten und in Kabarett-Programmen mit. Sie avancierte im Laufe der Jahre zu einer der produktivsten und gefragtesten Theaterschauspielerinnen in ganz Dänemark. Neben ihren Engagements an vielen namhaften Theaterhäusern spielte sie allerdings auch auf Kleinkunstbühnen oder an Provinztheatern. Zudem führten sie mehrere Gastengagements ins Ausland. So trat sie auch an Bühnen in Norwegen, Schweden, Finnland, Deutschland und in Frankreich auf.
Von 1914 bis 1966 wirkte Garland als Schauspielerin vor der Kamera in mehr als 70 Film-und-Fernsehproduktionen mit. Zu Beginn ihrer Karriere spielte sie in fünf Stummfilmen mit, darunter auch in einem der zahlreichen Pat & Patachon-Filme. Dem deutschsprachigen Publikum ist sie besonders durch ihre Rolle als verwitwete Baronin Alvilda von Ravenstein in der Komödie Baronesse an der Seite von Ove Sprogøe, Ghita Nørby und Dirch Passer in Erinnerung geblieben. Neben ihrer Tätigkeit als Schauspielerin war Garland auch einige Zeit lang als Drehbuchautorin aktiv.
Für ihr filmisches Schaffen wurde Garland mehrfach ausgezeichnet. So erhielt sie für ihr Wirken als Bühnendarstellerin im Jahr 1945 den Teaterpokalen. Im Jahr 1952 erhielt sie den Dannebrogorden.
Garland war zweimal verheiratet. Ihr erster Ehemann war von 1920 bis 1923 der aus Frankreich stammende und seit einigen Jahren in Dänemark lebende Polizist Jean-Louis Mariboe (1892–1937). Die Ehe blieb kinderlos. In zweiter Ehe war sie ab dem 6. Mai 1931 bis zum Jahr 1950 mit dem deutschen Schriftsteller und Journalist Ernst Harthern (1884–1969) verheiratet. Diese Ehe blieb ebenfalls kinderlos. Harthern war jüdischer Abstammung und emigrierte deshalb im Jahr 1943 während Dänemark unter deutscher Besatzung stand im Zuge der Rettung der dänischen Juden nach Schweden. Kurz nach Kriegsende kehrte er wieder nach Dänemark zurück, doch die Ehe zerbrach wenige Jahre später.
Maria Garland blieb bis ins hohe Alter schauspielerisch aktiv. Sie starb am 26. Oktober 1967 im Alter von 78 Jahren an einem Herzinfarkt. Diesen erlitt sie kurz nach einer Theatervorstellung in Flensburg, wo sie ein dreitägiges Gastengagement angenommen hatte. Ihre Grabstätte befindet sich auf dem Kopenhagener Vestre Kirkegård.

## Filmografie (Auswahl)
- 1924: Pat und Patachons Kampf mit dem Drachen
- 1933: Nyhavn 13
- 1934: Barken Margrethe
- 1934: Kopenhagen, Kalundborg und ...?
- 1937: Mille, Marie und ich
- 1940: Familie Olsen
- 1942: Forellen
- 1946: Ditte – ein Menschenkind
- 1947: Soldaten und Jenny
- 1950: Die roten Pferde
- 1951: Mutti darf nicht heiraten
- 1955: Meine Tochter Nelly
- 1958: Das kleine Hotel
- 1960: Baronesse
- 1961: Komtessen
- 1961: Narkose
- 1965: Hexenjagd